# Tjälknöl
Tjälknöl (også tjälknul, i Jämtland tjälaknul), er en svensk madret bestående af dybfrossent kød, almindeligvis elgkød, som ovnsteges ved 75 grader i lang tid. Kernetemperaturen skal nå cirka 68 grader. Kødet ligger siden i lage med salt og andre krydderier i relativt mange timer. Tjälknöl serveres kold i tynde skiver, eksempelvis til kartoffelgratin eller på julebordet. Den har en vis lighed med roastbeef, men er stegt ved lavere temperatur og i længere tid.

## Eksterne links
- Tjälknöl Arkiveret 22. marts 2018 hos  Wayback Machine Opskrift på og fakta om tjälknöl
- Opskrift på tjälknöl i svenske Wikibooks